# Učna motivacija
Učna motivacija   je posebna vrsta motivacije, ki jo učenec s svojim vedenjem izraža v kontekstu šolskega učenja. Pomeni vedenjski izraz, ki je razviden iz učenčevega razmišljanja, čustvovanja in ravnanja.
Danes je motivacija eden ključnih fenomenov pedagoške psihologije (Greeno, Collins in Resnik, 1996; Pintrich, 2003a; v: Jurisevic, 2006). Behavioristi so na podlagi t. i. Hull-Tolmanovega nesoglasja v štiridesetih letih 20. stoletja ločili motivacijo od učenja, pedagoški psihologi pa so se od vsega začetka usmerjali k motivaciji za učenje novega in razvijanju znanja. Ključni premiki so se začeli dogajati v osemdesetih letih 20. stoletja, ko se je raziskovanje motivacije preneslo iz laboratorijev v naravne učne situacije in ko so avtorji začeli v raziskovanje učnih procesov vključevati motivacijo in emocije.
Učna motivacija se vedno dogaja v učencu in je osrednji vir lasnega motivacijskega delovanja. Pomembno je tudi vedeti, da učno motivacijo lahko dodatno spodbujamo in krepimo, lahko pa jo tudi zaviramo. V grobem lahko spodbujevalce razdelimo na didaktične kamor spadajo organizacija učnega okolja in učenja, učne metode, izbira nalog, didaktični material, itd. in psihološke, kot so vodenje učenca med učenjem, učna podpora, usmerjanje med učenjem z dodatnimi informacijami, ravnanje učitelja v vlogi modela (modelno posnemanje), razlaga rezultatov.
Učno motivacijo razdelimo na dve ravni. Prva raven se nanaša na učenčevo dejansko motiviranost za učenje, druga raven pa se nanaša na socialno okolje, ki učenca vsakodnevno spodbuja, usmerja ali odvrača od vedenj, povezanih z učenjem.

## Pobudniki učne motivacije
Podubnike posameznikovega vedenja najpogosteje opredeljujemo s terminom notranje motivacije, učenja iz radovednosti. Hartherjeva (1978; v: Juriševič, 2006)  trdi, da je notranja motivacija pravo gibalo človekove narave, saj žene v iskanje novega, v soočanje z izzivi, v preizkušanje meja lastnih zmogljivosti in v učenje od rojstva naprej, tudi v odsotnosti zunanjih nagrad. Med pobudnike učne motivacije lahko umestimo interese, cilje, zunanjo učno spodbudo in zahtevnost učenja in.
1. Interes (označuje učenčevo osebno zanimanje za določeno vsebinsko področje, ki izhaja iz osebnostnih lastnosti, radovednosti in miselnega in čustvenega zadovoljenja, ki mu ga določeno področje nudi, interes bi lahko opredelili tudi kot psihološko vzburjenje, ki vključuje usmerjeno pozornost, povečano kognitivno delovanje, vztrajanje in čustveno vpletenost)
2. Cilji (definiramo kot dosežek, h kateremu je učenec naravnan zaradi osebnih »pridobitev« in ga miselno in čustveno zadovoljuje, poznamo cilje usmerjene v dosežke in cilje usmerjene v učenje, ločujemo med cilji znotraj posameznika (sreča, razumevanje, osebna integriteta) in cilji, ki določajo razmerje med posameznikom in njegovim okoljem (individualnost, pripadnost, materialna blaginja))
3. Zunanja učna spodbuda (spodbude, ki prihajajo iz okolja in motivirajo učenca za učenje, od tega pa ima določene »koristi«, Pintrich in Schunk (1996) trdita, da zunanje učne spodbude učence lahko zavrejo pri izbiri zahtevnejših nalog in tudi znižajo učno motivacijo (Juriševič, 2012)) [2]
4. Zahtevnost učenja (nagnjenost za učenje in delo učnih nalog, ki učencu predstavljajo izziv, so zanj zahtevne in vsebujejo elemente novosti)

## Ojačevalci učne motivacije
Ojačevalce vedelja lahko opredelimo kot sestavine motivacije, ki vzdržujejo učenje od začetka do konca v daljšem časovnem obdobju. Ecclesova in Wigfield (Eccles idr., 1998; Wigfield in Eccles, 2002) jih opredeljujeta kot množico prepričanj, ki kažejo na to kako si učenec odgovarja na vprašanje »Ali zmorem to nalogo?«. Bolj kot je odgovor pritrjujoč, tem bolj ojačano in samozavestno je učno vedenje posameznika. Temu sledi tudi uspešnejši potek učenja, prisotna so pozitivna čustva. Pomembno je tudi učenčevo zaupanje v svoje učne zmožnosti, zaradi katerega je vztrajnejši in učno uspešnejši (Pintrich in de Groot, 1990; Pintrich in Garcia, 1991; po Pajers, 1996; v: Juriševič, 2006) . Med ojačevalce pa umestimo samopodobo in atribucije.
1. Samopodoba (je učenčeva zaznava lastne kompetentnosti na področju učenja in učne uspešnosti, pomembna je pri iniciaciji učenčevega prilagojenega vedenja)
2. Atribucije (ali razlogi, ki jih učenci pripisujejo svojim uspehom ali neuspehom pri učenju, imajo tudi pomemben vpliv na interpretacijski proces in oblikovanje samopodobe, pomembno pa določajo tudi prihodnje učno vedenje)

## Strah pred neuspehom

### Zastraševanje
Profesorji pri pouku poudarjajo pomen izobrazbe in kako so določeni predmeti in ocene potrebne za nadaljnjo izobraževanje in zaposlitev. Da bi se učenci bolj pripravili na določen izpit pa jim tudi sporočajo, kako bi jih pri izobrazbi in zaposlitvi omejil neuspeh. Takšnim prepričljivim sporočilom, da bi preprečili negativne posledice, rečemo zastrašujoča sporočila, saj v učencih lahko izzovejo strah pred neuspehom. Vzbujanje pritiska s pomočjo zastraševanja, da bi se posameznik bolj trudil, ima lahko katastrofalne posledice, sploh pri tistih, ki ne verjamejo v svoje sposobnosti. Učenci, ki prejmejo veliko zastrašujočih sporočil in jih dojemajo kot grozeča, posledično kažejo manjšo notranjo motivacijo za pripravo na izpit in  dosegajo slabše rezultate. Obratno boljše rezultate dosegajo učenci, ki poročajo o manjši pogostosti zastrašujočih sporočil in dojemanju teh kot grozeča in posledično kažejo večjo notranjo motivacijo. Izkazalo pa se je, da zastraševanje ne vpliva na zunanjo motivacijo, ki jo lahko reguliramo z zunanjimi nagradami. .

### Pozitivna predstava o izidu izpita
Langens (2004)  je v raziskavi ugotovil, da lahko pri posamezniku, ki ga je strah neuspeha, na znižanje učne motivacije vpliva tudi to, da si vnaprej predstavlja, da bo na izpitu dosegel zelo dober rezultat. Ob takšni predstavi lahko občuti razočaranje, saj je soočen z mislijo, da ne bo opravil izpita. Posledično preneha stremeti k cilju (motivacija se zmanjša), saj se tako zavaruje pred negativnimi posledicami možnega neuspeha. Učenec z visokim strahom pred neuspehom pa si lahko tudi predstavlja, da je izpit uspešno opravil in to nato poveže z realno situacijo, v kateri še ima čas, da se za izpit uči. V tem primeru se njegova učna motivacija ne zmanjša. Realna situacija jim lahko pomaga preusmeriti pozornost stran od morebitnega neuspeha k temu, da se imajo še čas pripraviti na izpit in pridobiti dobro oceno. Torej ne čuti več potrebe po opustitvi cilja. Študenti, ki jih ni strah neuspeha, so po navadi optimistični in predvidevajo, da bodo dosegli svoje cilje. Ti po predstavi o uspešno opravljenem izpitu pričakujejo še boljše rezultate.
Motivacijski vzorec predstavlja za posameznika določen in značilen splet oziroma »kombinacijo« motivacijskih naravnanosti. Motivacijski vzorec sestavljajo  sestavine pobudnikov in ojačevalcev učne motivacije in ga oblikujejo v individualno obliko, ki pri učencu določa vedenje v učnem procesu.
Poznamo pet različnih motivacijskih vzorcev:
- Učno tekmovalni učenci: glavna značilnost vedenja je tekmovalnost, učenci imajo izraženo željo po učni uspešnosti, nagradah, pohvalah, dobrih ocenah in se izogibanju kaznim in grajam, učenci znajo vedenje prilagajati glede na učno snov, učenci so zelo učno aktivni v smislu sodelovanja in prizadevanja za šolsko delo; zelo učno uspešni.
- Učno aktivni učenci: želja po obvladanju, znanje jim predstavlja vrednoto, po naravi zelo radovedni, učenje in učna snov jih zanimata, učenci so učno kompetentni.
- Učno nesamozavestni učenci: učijo se zaradi strahu pred kaznijo in grajo, učenci pa vseeno poznajo pomen znanja in vrednote učenja, zato se tudi veliko učijo, da bi dosegli uspeh in dobili pohvalo, občutek neznanja in nesigurnosti.
- Učno pasivni učenci: učenci se učijo zaradi strahu pred kaznijo, ki bi sledila neuspehu, učenje iz radovednosti je postavljeno ob stran, nimajo volje do učenja, želje po učnih dosežkih, ravno tako jim znanje ni vrednota, nižje učne sposobnosti, učijo se le da dosežejo minimum, beležijo nižjo učno uspešnost.
- Učno nemotivirani učenci: učenci niso ne notranje ne zunanje motivacijsko naravnani, se ne izogibajo učenju, imajo nadzor nad lastnim učenjem in znanjem, visoka učna uspešnost, učno aktivni, uporabljajo pristop razumevanja učne snovi.

1. 1 2 3 4  Juriševič, M. (2006). Učna motivacija in razlike med učenci. Ljubljana: Pedagoška fakulteta Univerze v Ljubljani.
2. 1 2  Juriševič, M. (2012). Motiviranje učencev v šoli. Ljubljana: Pedagoška fakulteta Univerze v Ljubljani.
3. ↑   Putwain, D. in Remedios, R. (2014). The scare tacnic: Do fear appeals predict motivation and exam scores? School Psychology Quarterly. doi: 10.1037/spq0000048
4. ↑   Langens, T. A. (2004). Potencial costs of goal imagery: The moderating role of fear of failure. Imagination, Cognition and Personality, 23(1), 27-44.